# 紀尾井町スタジオ
紀尾井町スタジオ（きおいちょうスタジオ）は東京都千代田区紀尾井町にある録音スタジオ。

## 特徴
- 2012年開設の紀尾井町サロンホールに併設されている録音スタジオである。
- 非公開スタイルのスタジオで、紹介制[1]。
- ネット配信も実施されている[2]。

## 所在地
- 〒102-0094 東京都千代田区紀尾井町3-29 紀尾井町アークビル101